# Danais coronata
Danais coronata är en måreväxtart som först beskrevs av Christiaan Hendrik Persoon, och fick sitt nu gällande namn av Ernst Gottlieb von Steudel. Danais coronata ingår i släktet Danais och familjen måreväxter. Inga underarter finns listade i Catalogue of Life.